# Trilacuna corollifora
Espèce
Trilacuna corollifora est une espèce d'araignées aranéomorphes de la famille des Oonopidae.

## Distribution
Cette espèce est endémique du Guizhou en Chine,. Elle se rencontre dans le xian de Shiqian.

## Description
Le mâle holotype mesure 1,71 mm et la femelle paratype 1,87 mm.

## Systématique et taxinomie
Cette espèce a été décrite par Liu, Xie et Peng en 2023.

## Publication originale
- Liu, Xie & Peng, 2023 : « A new species of Trilacuna Tong & Li, 2007 from China (Araneae: Oonopidae). » Life Science Research, vol. 27, no 4, p. 344-348.